# Kuźma Kisialou
Kuźma Kisialou (biał. Кузьма Венедыктавіч Кісялёў, ros. Кузьма́ Венеди́ктович Киселёв, ur. 19 października?/1 listopada 1903 w Łobkowiczach w obwodzie mohylewskim, zm. 4 maja 1977) – radziecki i białoruski polityk i lekarz, przewodniczący Rady Komisarzy Ludowych Białoruskiej SRR w latach 1938-1940.
Ukończył studia na Wydziale Medycznym Woroneskiego Uniwersytetu Państwowego (specjalizacja neurologiczna), w latach 1932-1937 pracownik naukowy Instytutu Medycyny Eksperymentalnej, od 1936 kandydat nauk medycznych. W latach 1937–1938 ludowy komisarz ochrony zdrowia Białoruskiej SRR, od 28 lipca 1938 do 28 czerwca 1940 przewodniczący Rady Komisarzy Ludowych Białoruskiej SRR. 1941-1942 dyrektor wydawnictwa medycznego w Moskwie, później przewodniczący Obwodowego Komitetu Wykonawczego w Uljanowsku, 1943-1944 I zastępca przewodniczącego Rady Komisarzy Ludowych Białoruskiej SRR. OD 30 marca 1944 do 15 marca 1946 zastępca ludowego komisarza spraw zagranicznych Białoruskiej SRR, następnie minister spraw zagranicznych tej republiki (do 14 maja 1966). Deputowany do Rady Najwyższej Białoruskiej SRR. Autor wspomnień pt. Zapiski sowieckiego dyplomaty wydanych w 1974.

## Odznaczenia
- Order Lenina (dwukrotnie)
- Order Czerwonego Sztandaru Pracy (dwukrotnie)
- Order „Znak Honoru”